# الیزا جوهری
الیزا جوهری با نام دیگر منصوره جوهری (زاده ۱۳۴۰ تهران) بازیگر سینما و تلویزیون ایران است. وی خواهر تانیا جوهری بازیگر سینمای ایران است

## نقش‌آفرینی
وی فارغ‌التحصیل دانشکده هنرهای زیبا در رشته بازیگری می‌باشد. کار حرفه‌ای خود را از سال ۱۳۵۸ و با بازی در نمایشنامه‌های: «آن زمان فرا خواهد رسید»، «مرگ یک دستفروش»، «عباس ماشین شور» و… آغاز نمود و همچنین نخستین بازی او در فیلم دیار عاشقان بود.

## فیلم‌شناسی
مکتوب

## سینمایی
- به خاطر همه چیز
- نقش عشق
- آخرین پرواز
- معما (فیلم ۱۳۶۵)
- هشت و نیم شب
- دیار عاشقان

## تلویزیونی
| سال  | عنوان مجموعه                        | کارگردان                   | توضیحات |
| ---- | ----------------------------------- | -------------------------- | ------- |
| ۱۳۶۵ | اغر بخیر                            | مجید بهشتی                 | شبکه ۱  |
| ۱۳۶۵ | نهضت‌های آزادی‌بخش (مجموعه تلویزیونی) | اسماعیل شنگله              |         |
| ۱۳۶۶ | راویان اخبار                        | حمید لبخنده،داریوش مودبیان | شبکه ۱  |
| ۱۳۶۷ | این شرح بی‌نهایت                     | حمید لبخنده،اسماعیل خلج    | شبکه ۲  |
| ۱۳۷۴ | دبیرستان خضرا                       | اکبر خواجویی               | شبکه ۲  |
| ۱۳۷۵ | رنگ خیال                            | علی بیابانی                | شبکه ۱  |
| ۱۳۷۷ | رنگ خاکستری                         | علی بیابانی                | شبکه ۱  |
| ۱۳۷۸ | بوی خاک                             | علی بیابانی                | شبکه ۱  |
| ۱۳۷۸ | مثل باران                           | سید محسن موسویان           |         |
| ۱۳۷۹ | روزهای مه‌آلود                       | فیاض موسوی                 | شبکه ۱  |